# اسکار ونت
اسکار ونت (سوئدی: Oscar Wendt؛ زادهٔ ۲۴ اکتبر ۱۹۸۵) بازیکن فوتبال اهل سوئد است.
از باشگاه‌هایی که در آن بازی کرده‌است می‌توان به باشگاه فوتبال گوتبورگ، باشگاه فوتبال بروسیا مونشن‌گلادباخ، و باشگاه فوتبال کپنهاگن اشاره کرد.
وی همچنین در تیم‌های ملی فوتبال زیر ۲۱ سال سوئد، و سوئد بازی کرده‌است.